# Emmy Wingerath
Emmy Wingerath (* 28. Januar 1894 in Essen; † 29. November 1975 in Düsseldorf) war eine Person der katholischen Frauenbewegung in der Weimarer Republik. Sie hatte im Katholischen Deutschen Frauenbund (KDFB) das Referat für politische Bildung inne, war Vorstandsmitglied der Zentrumspartei sowie Professorin am Staatlichen Berufspädagogischen Institut in Köln und Frankfurt am Main.

## Leben
Wingerath studierte 1914 bis 1919 Nationalökonomie und Staatswissenschaften an den Universitäten in Heidelberg und München.  Im März 1919 wurde sie mit einer Arbeit zur Organisation der kirchlichen Armenpflege Vinzenz von Pauls promoviert.
Im selben Jahr gründete der Katholische Deutsche Frauenbund in Köln ein Referat für staatsbürgerliche Bildung, unter anderem um  der Zentrumspartei gegenüber ihren politischen Anspruch zu manifestieren und den – wenigen – weiblichen Zentrums-Abgeordneten Unterstützung seitens der katholischen Wählerinnenschaft zu sichern. Wingerath übernahm die Position der Referentin, die sie bis 1925 innehatte, und in der sie sich etwa dafür einsetzte, eine breite Masse von Frauen aller Bevölkerungsgruppen mit politischer Bildung zu erreichen, um ihnen eigenständige politische Willensbildung zu ermöglichen. Außerdem setzte sie sich für Frauenberufsarbeit ein und koordinierte im Kampf gegen die so genannte Personalabbauverordnung 1923, die Frauen im öffentlichen Dienst aus dem Erwerbsleben drängte, vereinsübergreifende solidarische Aktionen.
Von 1926 bis 1931 arbeitete Wingerath als Sozialreferentin beim Wohlfahrtsamt der Stadt Köln an der Schnittstelle zwischen städtischer und freier Wohlfahrtspflege. Daneben engagierte sie sich weiterhin für den KDFB, organisierte Tagungen und Schulungen, machte Presse- und Öffentlichkeitsarbeit und schrieb – mit „Ironie und Sprachwitz“ – für die Frauenbeilage der Kölnischen Volkszeitung. Auf der internationalen Presse-Ausstellung Pressa in Köln verantwortete sie den Themenbereich „Frauen und Presse“ und organisierte Führungen.
1929 war sie Mitglied des Geschäftsführenden Vorstands der Zentrumspartei, und 1931 übernahm sie einen Lehrauftrag und eine Professur am Staatlichen Berufspädagogischen Institut in Köln, nach 1933 in Frankfurt am Main.
Nach dem Zweiten Weltkrieg war sie in den Jahren 1946 bis 1949 Lehrerin im nordrhein-westfälischen Rheydt, danach Referentin und später bis 1960 Ministerialrätin im Kultusministerium in Nordrhein-Westfalen. Seit 1960 war sie Mitglied im Deutschen Ausschuss für das Erziehungs- und Bildungswesen, einem kulturpolitischen Bund-Länder-Gremium der Nachkriegszeit.
Am 27. November 1963 wurde ihr das Verdienstkreuz 1. Klasse des Verdienstordens der Bundesrepublik Deutschland verliehen.
Emmy Wingerath starb im Alter von 81 Jahren im November 1970 in Düsseldorf.

## Publikationen (Auswahl)
- Kritische Betrachtungen zum Thema Frauenbewegung und politische Wahlen. In: Die christliche Frau. Nr. 22, 1924, S. 113–117.
- Fragen kommunaler Wohlfahrtspolitik. In: Mitteilungen des Reichsfrauenbeirats der Deutschen Zentrumspartei. März/April 1927, Nr. 7, 1927.

- Frau und Presse. In: Pressa. Kulturschau am Rhein. Köln 1928, S. 151–157, doi:10.1515/fs-1989-0113 (Volltext in Feministische Studien, Heft 7, Nr. 1, 1989, S. 145-150).
- Die Stellung der Berufsschule in der sozialen und kulturellen Wandlung der Zeit. In: Die berufsbildende Schule,. 2. Jg., Heft 4, 1950, S. 155–159 (Vortrag auf der Haupttagung des Deutschen Verbandes der Lehrer an berufsbildenden Schulen in Koblenz 1950).
- Gestaltung der Frauenpersönlichkeit durch Berufsarbeit. In: Frauenstimme. Band 4, Heft 2/3, 1952, S. 3–11.
- mit Richard Brodnicke: Weg und Ziel: Ein Lesebuch für Schule und Haus. Hrsg.: Walter Krefting (= Fachbücher für Schule und Beruf). 3.  Auflage. Girardet, Essen 1953.
- Die ungelemte Arbeiterin – ein soziales und pädagogisches Problem. In: Wirtschaft und Berufserziehung. Nr. 1, 1954, S. 8.
- Walter Krefting (Hrsg.): Zur Pädagogik der Berufsschule: Ihr Bildungsauftrag in unserer Zeit. O. Maier, Ravensburg 1962.